# Stanley Lubungo
Stanley «Stan» Lubungo  MAfr (* 16. Juni 1967 in Ndola, Sambia) ist ein römisch-katholischer Ordensgeistlicher. Er ist seit 2016 Generaloberer der Weißen Väter.

## Leben
Stan Lubungo trat 1988 der Ordensgemeinschaft der Weißen Väter (MAfr) bei und studierte zunächst in Kahangala in Tansania. Nach einem geistlichen Jahr im schweizerischen Fribourg und einem Praktikum in Ituri in der Demokratischen Republik Kongo beendete er 1994 sein Theologiestudium in Toulouse. Er legte am 7. Dezember 1996 in Toulouse seinen Missionseid ab und empfing am 2. August 1997 in seiner Heimatstadt Ndola die Priesterweihe.
Er war ab 1997 in Ituri und in Bunia im Kongo in der Seelsorge tätig. 1998 wurde er Mitglied des Provinzialrates seines Ordens, ab 2001 Provinzialrat. Nach weiteren Ausbildungen in Dublin, Irland, und Abidjan, Côte d’Ivoire, absolvierte er ein Doktoratsstudium in Dogmatik am Institut Catholique de Paris, wo er sich intensiv mit der Theologie von Frère Roger und der Communauté de Taizé beschäftigte. 2015 wurde er zum Provinzial der Ordensprovinz des südlichen Afrika (Malawi, Südafrika, Mosambik, Sambia) gewählt.
2016 wurde er vom Generalkapitel der Gesellschaft der Missionare von Afrika zum Nachfolger von Richard Baawobr als Generaloberer der Weißen Väter gewählt. Er hat seinen Amtssitz in Rom. Das Generalkapitel wählte ihn am 26. Mai 2022 erneut zum Generalobereren mit einer sechsjährigen Amtszeit. Lubungo ist seit 2016 zudem Vizekanzler des Päpstlichen Instituts für Arabische Studien und Islamologie (PISAI) in Rom.
Am 24. Juni 2025 berief ihn Papst Leo XIV. zum Mitglied des Dikasteriums für die Institute geweihten Lebens und für die Gesellschaften apostolischen Lebens.